# Passerelle Victor-Schœlcher
Pour les articles homonymes, voir Schœlcher (homonymie).
La passerelle Victor-Schœlcher est une passerelle piétonnière franchissant le bras de la Madeleine de la  Loire à Nantes.

## Dénomination
Son nom rend hommage à Victor Schœlcher, sous-secrétaire d'État à la Marine pendant la révolution de 1848, qui obtint l'abolition de l'esclavage le 27 avril 1848. Le symbole est fort, puisque Nantes fut le premier port négrier de France aux XVIIe et XVIIIe siècles.

## Localisation
La passerelle relie la rue Gaston-Michel (près de l'ancienne île Gloriette) sur la rive droite et le quai François-Mitterrand sur l'île de Nantes sur la rive gauche (au niveau du palais de justice).
De plus, la passerelle Schœlcher se trouve à environ 200 mètres à l'est du Mémorial de l'abolition de l'esclavage.

## Présentation
Elle dispose de deux articulations sur les piles et des vérins hydrauliques installés dans celles-ci, système conçu par Barto + Barto Architectes et Setec tpi. Ce système permet à la partie centrale de la passerelle de garder une hauteur constante avec l'eau - un "tirant d'air" constant -. La navigation durant les hautes-eaux et la traversée des passants ne sont jamais interrompues. D'une longueur totale de 150 m, elle comporte trois travées de 50,5, 50 et 50,5 m. Les travaux étaient estimés à 30 MF (1999).

Vue panoramique de la passerelle avec ses vérins en position haute.